# Hirā'

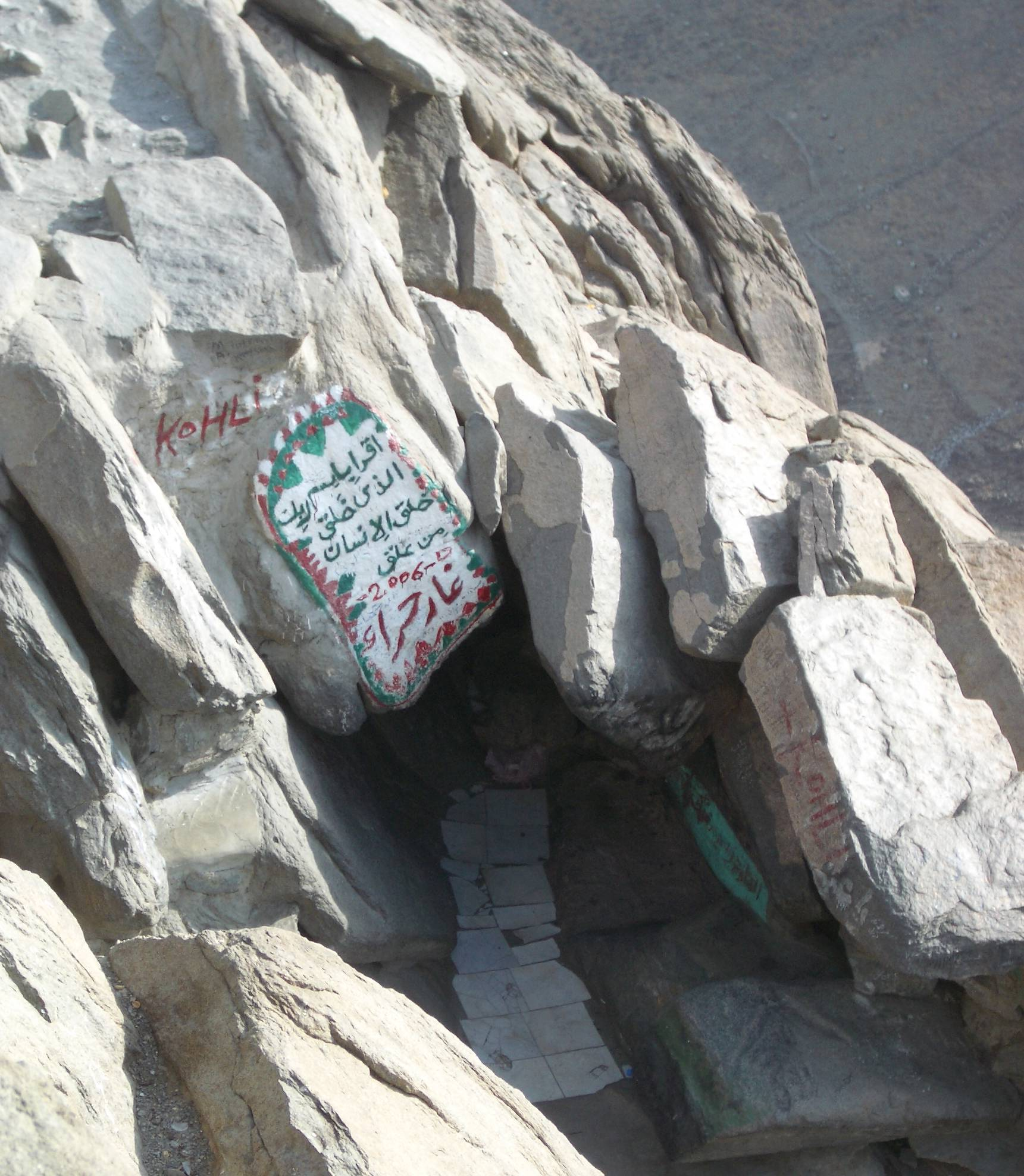
Eingang zur Höhle am Berg Hirā'

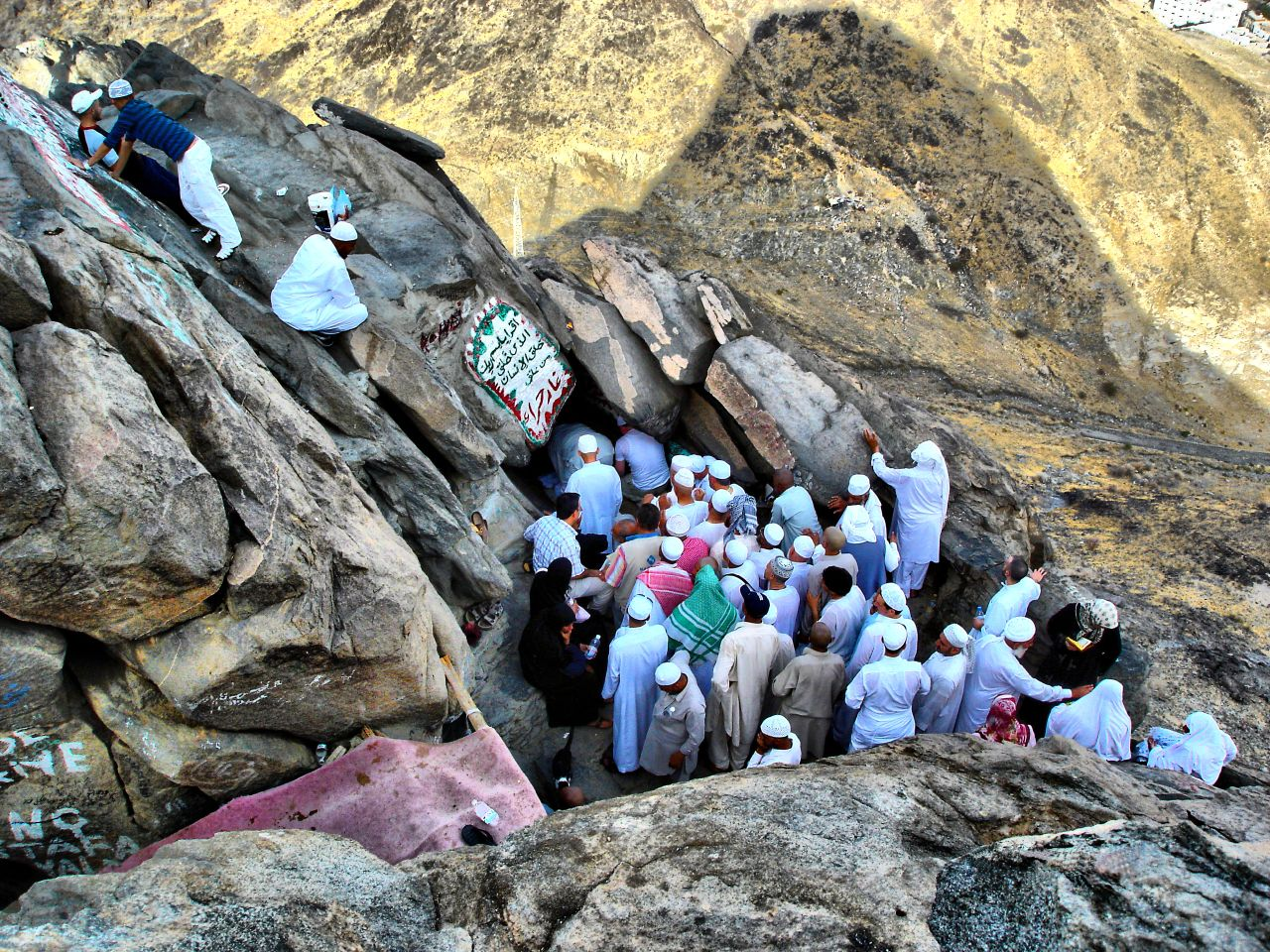
Muslimische Pilger beim Besuch der Höhle

Hirāʾ (arabisch حراء, DMG Ḥirāʾ bzw. Hirā حرا / Ḥirā) ist ein Berg mit einer Höhle drei arabische Meilen nordöstlich von Mekka, der deswegen eine wichtige Bedeutung im Islam hat, weil hier Mohammed nach der arabischen Überlieferung seine erste Offenbarung erhalten hat. Der Berg Hira wird deshalb auch Dschabal an-Nūr („Berg des Lichts“) genannt. Das Ereignis wird mit dem Beginn von Sure 96 in Verbindung gesetzt. Ibn Hischām überliefert, dass sich Mohammed vor der ersten Offenbarung jedes Jahr für einen Monat zur Einkehr (ǧiwār) in die Nähe des Berges Hirā' begeben habe, und erklärt, dass dies Teil des tahannuth (taḥannuṯ) der Quraisch gewesen sei.
Der Tahannuth war eine fromme Übung, die Mohammeds Großvater ʿAbd al-Muttalib ibn Hāschim in Mekka eingeführt haben soll. Sie galt der Verehrung des Heiligen Bezirks von Mekka, wurde im Sommer vollzogen, und bestand neben der mehrwöchigen Einkehr am Berg Hirā' aus der Gabe von Almosen. Andere Personen im vorislamischen Mekka, von denen überliefert wird, dass sie den Tahannuth vollzogen haben, waren Chālid ibn al-Hārith aus dem Stamm Kināna, Hakīm ibn Hizām und der Hanīf Zaid ibn ʿAmr. Ibn Hischām stellt sogar explizit eine Verbindung zwischen der Übung und dem Hanifentum her, indem er erklärt, dass taḥannuṯ das Gleiche sei wie taḥannuf (Hanifentum), weil die Araber den Buchstaben ف / fāʾ wie thāʾ / ث / ṯāʾ aussprechen würden. Kister vermutet, dass das islamische freiwillige Fasten in den Monaten Radschab und Schaʿbān, das vor der islamischen Kalenderreform im Sommer lag, im Tahannuth-Ritual seinen Ursprung hat.
Diejenigen, die den Tahannuth vollzogen, wählten dafür unterschiedliche Orte beim Berg Hirā' aus. ʿĀ'ischa bint Abī Bakr wählte bei einer Gelegenheit einen Ort zwischen dem Berg Hirā' und dem Berg Thabīr für eine zweimonatige Einkehrphase. Mohammed selbst soll sich vor seiner ersten Offenbarung in eine Höhle an der Spitze des Hirā' zurückgezogen haben. Von ʿĀ'ischah werden dazu folgende Worte überliefert:

„Dann wurde ihm das Alleinsein lieb, und er hielt sich in einer Höhle auf dem Berg Hirā' auf, um sich dort eine Anzahl von Nächten dem Tahannuth hinzugeben, bevor er zu seiner Familie zurückkehrte. Er pflegte sich dafür mit Proviant zu versorgen. War dieser aufgebraucht, kehrte er zu Chadīdscha zurück, um sich mit neuen Vorräten zu versehen.“

Die Höhle, in der sich Mohammed aufgehalten haben soll, wird bis heute als „Hirā'-Höhle“ (غار حراء / ġār al-ḥirāʾ) verehrt. Nach der Überlieferung von Ibn Hischām begab sich Mohammed um das Jahr 620 nach seiner Rückkehr von Ta'if ein weiteres Mal zum Berg Hirā', um sich der notwendigen Unterstützung der Bewohner von Mekka zu versichern.

## Belege
1. ↑  Vgl. Kister: "Al-Taḥannuth: an enquiry into the meaning of a term". 1968, S. 232f.
2. ↑  Vgl. G.R. Hawting: Art. "Taḥannuth" in Encyclopaedia of Islam. New edition. Bd. X, S. 98f. Hier S. 98.
3. ↑  Vgl. Kister: "Shaʿbān is my month." 1979, S. 34f.
4. ↑  Vgl. Kister: "Shaʿbān is my month." 1979, S. 35.
5. ↑  Zit. Kister: "Al-Taḥannuth: an enquiry into the meaning of a term". 1968, S. 224.

Koordinaten: 21° 27′ 27,2″ N, 39° 51′ 33,9″ O